# PGC 12636
LEDA/PGC 12636 ist eine Spiralgalaxie mit hoher Sternentstehungsrate vom Hubble-Typ Sb im Sternbild Fornax am Südsternhimmel. Sie ist schätzungsweise 57 Millionen Lichtjahre von der Milchstraße entfernt. Unter der Katalognummer FCC 19 ist sie als Mitglied des Fornax-Galaxienhaufens gelistet.

Im selben Himmelsareal befinden sich u. a. die Galaxien NGC 1316, NGC 1317, PGC 12706.